# イバン・コルドバ
イバン・ラミロ・コルドバ・セプルベダ（Iván Ramiro Córdoba Sepúlveda, 1976年8月11日 - ）は、コロンビア・リオネグロ出身の元サッカー選手。ポジションはディフェンダー。コロンビア代表では長年キャプテンを務めた。

## クラブ経歴
デポルティーボ・リオネグロでキャリアをスタートし、1996年にコロンビアリーグで当時6度の優勝を誇ったアトレティコ・ナシオナルへ移籍。1998年にはアルゼンチンのCAサン・ロレンソ・デ・アルマグロへ移籍し、1998-99シーズンにはDFながらも6得点を記録した。
2000年1月、レアル・マドリードやACミランのオファーを断ってイタリアのインテルナツィオナーレ・ミラノへ移籍。マルコ・マテラッツィとセンターバックでコンビを組み、インテルのセリエA5連覇を支えた。2005年のコッパ・イタリア決勝ではコンフェデレーションズカップに招集され不在だったキャプテンのハビエル・サネッティに代わりキャプテンマークを巻いて勝利に貢献し、トロフィーを掲げた。
2009-10シーズンからはルシオの加入や、ワルテル・サムエル、クリスティアン・キヴなどの存在もありローテーションで試合に出ることが増え、前シーズンよりも出場機会が減った。
2010年2月11日、パルマFC戦において、インテルにおける公式戦出場記録が411試合となった。この記録はジュゼッペ・ベルゴミ、ハビエル・サネッティ、ジャチント・ファッケッティに次いでインテルにおいて4番目に多い出場記録である。
2012年5月5日、2011-12シーズン限りでの現役引退を表明し、翌日のACミランとのミラノダービーがホームでのラストゲームとなった。シーズンを通してリーグ戦4試合にしか出場していなかったが、アンドレア・ストラマッチョーニ監督は出番を与え、84分から出場し4-2での勝利に貢献した。
現役引退後はインテルのチームマネージャーに就任したが、2014年9月25日に双方同意の下で契約を解消した。

## 代表経歴
1997年にコロンビア代表デビュー。カルロス・バルデラマが代表から引退するとキャプテンに就任した。
主将として臨んだ初めての国際大会であるコパ・アメリカ2001では、全6試合で無失点に押さえ、決勝のメキシコ戦では自ら決勝点を挙げ、コロンビアを史上初となるコパ・アメリカ優勝に導いた。

## 所属クラブ
- デポルティーボ・リオネグロ（スペイン語版） 1994-1996
- アトレティコ・ナシオナル 1996-1998
- CAサン・ロレンソ・デ・アルマグロ 1998-1999
- インテルナツィオナーレ・ミラノ 2000-2012

## 代表歴

### 出場大会
- コロンビア代表
  - 1998 FIFAワールドカップ

### 試合数
- 国際Aマッチ 73試合 5得点（1997年-2010年）[5]

| コロンビア代表 | 国際Aマッチ | 国際Aマッチ |
| 年             | 出場        | 得点        |
| -------------- | ----------- | ----------- |
| 1997           | 9           | 0           |
| 1998           | 4           | 0           |
| 1999           | 7           | 3           |
| 2000           | 10          | 1           |
| 2001           | 10          | 1           |
| 2002           | 0           | 0           |
| 2003           | 10          | 0           |
| 2004           | 6           | 0           |
| 2005           | 5           | 0           |
| 2006           | 0           | 0           |
| 2007           | 6           | 0           |
| 2008           | 0           | 0           |
| 2009           | 4           | 0           |
| 2010           | 2           | 0           |
| 通算           | 73          | 5           |

## タイトル

### クラブ
インテル
- セリエA : 2005-06, 2006-07, 2007-08, 2008-09, 2009-10
- コッパ・イタリア : 2004-05, 2005-06, 2009-10
- スーペルコッパ・イタリアーナ : 2005, 2006, 2008, 2010
- UEFAチャンピオンズリーグ : 2009-10
- FIFAクラブワールドカップ : 2010

### 代表
コロンビア代表
- コパ・アメリカ : 2001